# Cadeia do Aljube
Cadeia do Aljube è un'antica prigione di Lisbona, in Portogallo, che ora funge da museo.
Situata vicino alla Sé Cattedrale nella parrocchia di Santa Maria Maior, la prigione ospitava i condannati per il foro ecclesiastico fino al 1820, poi le donne accusate di reati comuni fino alla fine degli anni 1920. Dal 1928  fino alla sua chiusura nel 1965, vi furono detenuti politici della Ditadura Nacional e dell'Estado Novo. Famosi ex detenuti includono Telo Mascarenhas e Mário Soares. Dopo è stato convertito per contenere criminali comuni e uffici del Ministero della Giustizia.
Il Museo di Aljube - Resistenza e Libertà è un museo inaugurato il 25 aprile 2015.

## Galleria d'immagini

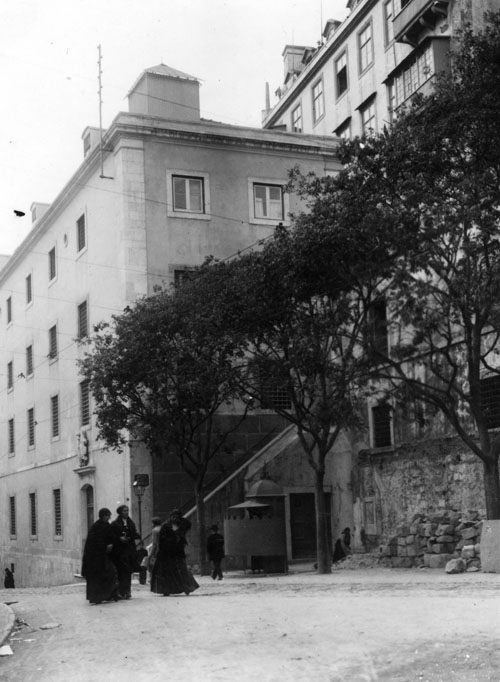
Vista della prigione all'inizio del XX secolo
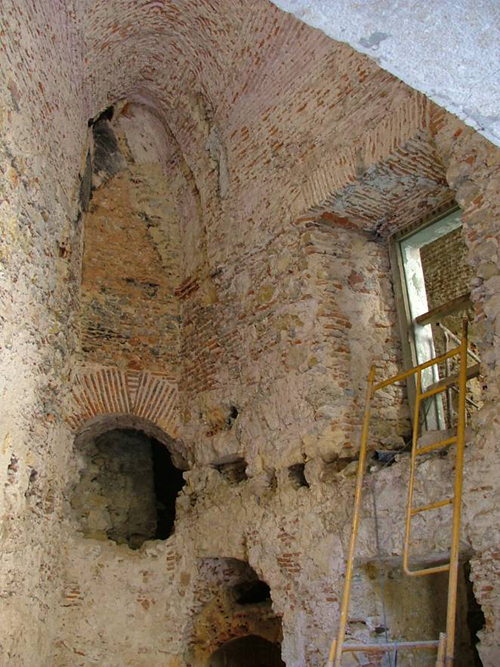
Immagine degli scavi archeologici effettuati nell'Aljube, tra il 2004 e il 2005